# Oleandra vulpina
Oleandra vulpina là một loài dương xỉ trong họ Oleandraceae. Loài này được C.Chr. mô tả khoa học đầu tiên năm 1937.